# Антоніо Хосе Да Коста Нето
Антоніо Хосе Да Коста Нето або просто Антоніо (порт.-браз. Antonio José da Costa Neto / Antonio; нар. 22 січня 2006, Котія, Сан-Паулу, Бразилія) — бразильський футболіст, нападник та правий вінґер команди «Атлетіку Гоянієнсі» U-20.

## Життєпис
Народився в місті Котія, штат Сан-Паулу. Футболом розпочав займатися 2022 року в академії «Жувентуса» (Сан-Паулу), також виступав за молодіжні команди «Сеари» та «Гуарані» (Кампінас).
Напередодні старту сезону 2024/25 років перейшов до резервної команди «Металіста 1925». Дебютував за другу команду харків'ян 8 серпня 2024 року в програному (2:8) виїзному поєдинку 1-го туру групи Б Другої ліги України проти «Чернігова». Антоніо вийшов на поле в стартовому складі та відіграв увесь матч, а на 34-й хвилині отримав жовту картку. Вперше до заявки першої команди потрапив 12 серпня 2024 року на переможний (5:3) матч 2-го раунду кубку України проти СК «Полтава», а на матч Першої ліги — 17 серпня 2024 року в нічийному (1:1) виїзному поєдинку 2-го туру проти «Кременя», але в обох випадках залишився на лаві запасних і на поле не виходив.